# II Państwowe Liceum i Gimnazjum im. Karola Szajnochy we Lwowie

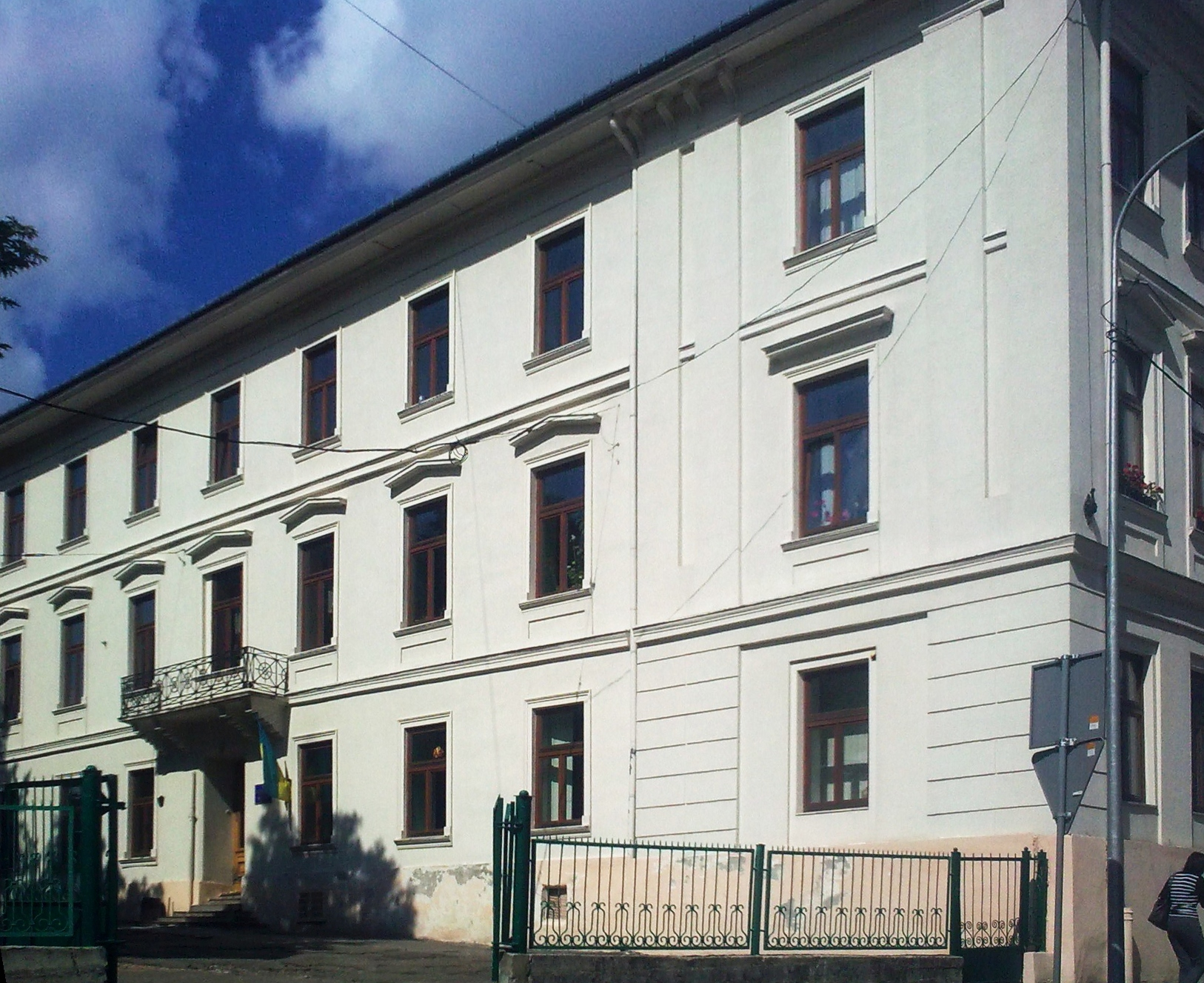
Budynek szkoły (2013)

II Państwowe Liceum i Gimnazjum im. Karola Szajnochy we Lwowie – polska męska ogólnokształcąca szkoła średnia działająca w latach 1820–1939 we Lwowie, założona w 1818 przez dominikanów (stąd tradycyjnie nazywana „gimnazjum dominikańskim”), do 1919 z niemieckim językiem nauczania; od 1852 prowadziła filię z polskim językiem nauczania, która w 1857 przekształciła się w III Gimnazjum im. Franciszka Józefa.

## Historia
Pierwotnie szkoła została utworzona w okresie zaboru austriackiego w 1820. Liczyła wówczas sześć klas. Od 1828 zakład funkcjonował pod nazwą „II Gimnazjum Ojców Dominikanów” (z tego względu określane jako gimnazjum dominikańskie) i był prowadzony w typie klasycznym. W 1850 dokonano przekształcenia w 8-klasowe gimnazjum w typie klasycznym. W drugiej połowie XIX wieku szkoła działała pod nazwą K. K. Zweites Ober-Gymnasium in Lemberg (C. K. Drugie Wyższe Gimnazjum we Lwowie), od około 1907 jako K. K. Zweiten Staats-Gymnasium in Lemberg (C. K. Drugie Państwowe Gimnazjum we Lwowie). Od 1820 do 1919 w gimnazjum językiem nauczania był język niemiecki.
Z dniem 1 listopada 1850 otwarto oddziały równoległe klas I-IV z polskim językiem nauczania, wydzielone z C. K. II Gimnazjum, które usamodzielniły się w  C. K. III Gimnazjum.
7 lutego 1919 naczelnik państwa Józef Piłsudski wydał dekret o wprowadzeniu w szkole polskiego języka nauczania.
Po odzyskaniu przez Polskę niepodległości władze II Rzeczypospolitej w 1920 przekształciły typ gimnazjum na humanistyczny. Gimnazjum było ulokowane w budynku poklasztornym, stanowiącym obiekt rządowy, przy ulicy Podwale 2-4. W 1926 w gimnazjum prowadzono osiem klas w 12 oddziałach, w których uczyło się 494 uczniów wyłącznie płci męskiej. Gimnazjaliści nosili czapki-rogatywki w kolorze granatowy z żółtym otokiem.
Zarządzeniem Ministra Wyznań Religijnych i Oświecenia Publicznego Wojciecha Świętosławskiego z 23 lutego 1937 „II Państwowe Gimnazjum im. Karola Szajnochy we Lwowie” zostało przekształcone w „II Państwowe Liceum i Gimnazjum im. Karola Szajnochy we Lwowie” (państwową szkołę średnią ogólnokształcącą, złożoną z czteroletniego gimnazjum i dwuletniego liceum), a po wejściu w życie tzw. reformy jędrzejewiczowskiej szkoła miała charakter męski, a wydział liceum ogólnokształcącego był prowadzony w typie humanistycznym.
Do 1939 szkoła mieściła się pod adresem ulicy Podwale (obecna ulica Pidwalna).

## Dyrektorzy
- Amwrosij Janowśkyj[13] (wzgl. Ambroży Janowski)
- Edward Hamerski[3]
- N. Eliasiewicz[3]
- Czesław Laskowski
- dr Ferdynand Bostel (1905-1914)[3]
- Celestyn Lachowski (od 27.X.1920 do ok. 1924)[14][15][16][3][17]
- Szczęsny Jasiewicz (1 VIII 1925 -)[18][19][9][2]

## Nauczyciele
- Stanisław Borowiczka
- Ludwik Jus
- Henryk Kopia
- Antoni Kwiatkowski
- Celestyn Lachowski
- Franciszek Majchrowicz
- Fryderyk Papée
- August Paszkudzki
- Seweryn Płachetko
- Marceli Prószyński
- Artur Rapaport
- Bolesław Szomek
- Roman Vetulani

## Wychowankowie
Absolwenci
- Marian Bartoń – sędzia wojskowy
- Andrzej Deptuch – franciszkanin
- Antoni Gołkowski –  nauczyciel (1861)
- Emil Gross – szachista
- Lew Kaltenbergh – pisarz
- Stanisław Lem – pisarz (1939)
- Jerzy Lerski – prawnik, historyk (1935)
- Zbigniew Mrazek – prawnik, oficer (1926)
- Stefan Schlarp – prawnik, oficer (1910)

Uczniowie
- Adam Baczewski – przemysłowiec
- Stefan Baczewski – przemysłowiec
- Erwin Axer – reżyser
- Jerzy Masior – lekarz
- Tadeusz Gospodarek – socjolog